# Župnija Remšnik
Župnija Remšnik je rimskokatoliška teritorialna župnija dekanije Radlje-Vuzenica koroškega naddekanata, ki je del nadškofije Maribor.
Župnijska cerkev je cerkev sv. Pankracija.